# Brachyale pterolophioides
Brachyale pterolophioides là một loài bọ cánh cứng trong họ Cerambycidae.